# Rainhard Fendrich
Rainhard Fendrich, nome completo Rainhard Jurgen Fendrich (Vienna, 27 febbraio 1955), è un cantante, musicista e conduttore televisivo austriaco.

## Biografia
Rainhard Fendrich ha inciso il suo album di esordio nel 1980. Diversi suoi singoli degli anni 80 hanno dominato la hit parade austriaca: Strada Del Sole (un omaggio all'Italia), Schickeria, Razzia, Macho Macho, Tango Korrupti. Ma la fortuna di Fendrich resta soprattutto legata alla canzone I Am From Austria (1990), considerata fin dal principio nel suo Paese come una sorta di inno nazionale non ufficiale, tanto che l'immagine del cantante non ha risentito neppure in occasione del suo arresto, nel 2007, per possesso di cocaina (la vicenda giudiziaria si è conclusa con un'ammenda e un programma di disintossicazione in clinica). 
Dal 1997 al 2007 è stato membro del supergruppo Austria 3, formato con altre due grandi glorie della musica austriaca, Wolfgang Ambros e Georg Danzer, pur continuando a incidere album da solista.
Tra le sue conduzioni tv, si ricorda in particolare quella della versione austriaca di Chi vuol essere milionario?.

## Vita privata
Divorziato due volte, Fendrich ha avuto quattro figli: tre dal primo matrimonio - Lucas, Florian e Theresa Valentina, morta in tenerissima età - e l'ultimo dal secondo, Julius. Lucas e Florian nel 2022 hanno formato la band 8WS.